# MS Volendam
 (juillet 2010).
Le MS Volendam est un navire de croisière de la société Holland America Line. Il porte le nom de la ville des Pays-Bas, Volendam.
Le MS Volendam est le sister-ship du MS Zaandam.

## Description
Le MS Volendam héberge 1 500 réfugiés dans le port de Rotterdam pendant la crise des réfugiés ukrainiens de 2022. 
En 2024, il est le premier navire de croisière de la saison dans le Vieux-Port de Montréal.

## Ponts
Le Volendam dispose de 10 ponts :
- pont 1 : Dolphin
- pont 2 : Main
- pont 3 : Lower Promenade
- pont 4 : Promenade
- pont 5 : Upper promenade
- pont 6 : Verandah
- pont 7 : Navigation
- pont 8 : Lido
- pont 9 : Sport
- pont 10 : Sky

### Pont 1 - Dolphin
Le pont « Dolphin » dispose de :
- Infirmerie
- Cabinet médical
- Laverie
- Réception

### Pont 2 - Main
Le pont « Main » dispose de :
- Laverie

### Pont 3 - Lower promenade
Le pont « Lower Promenade » dispose de :
- Bureau du directeur de l'hôtel
- Atrium
- Laverie

### Pont 4 - Promenade
Le pont « Promenade » dispose de :
- Théâtre "Frans Hals"
- Galerie photos
- Boutique photos
- Atrium
- Bureau des excursions
- Galerie d'art
- Bar "Wine teasting"
- Centre d'art culinaire
- Théâtre "Wajang"
- Grille "Pinnacle"
- Cuisine principale
- Restaurant "Rotterdam"

### Pont 5 - Upper promenade
Le pont « Upper Promenade » dispose de :
- Théâtre "Frans Hals" (Balcon)
- Boutique
- Atrium
- Bar "Ocean"
- Casino
- Bar du casino
- Piano bar
- Galerie d'art
- Café "explorations"
- Salon "explorer's"
- Salon "king's"
- Restaurant "Rotterdam"

### Pont 7 - Navigation
Le pont « Navigation » dispose de :
- Salon "Neptune"

### Pont 8 - Lido
Le pont « Lido » dispose de :
- Centre de fitness
- Suite thermale
- Sauna
- Salon de massage
- Salon de beauté
- Grille
- Piscine
- Bar "Lido"
- Piscine avec vue sur mer

### Pont 9 - Sport
Le pont « Sport » dispose de :
- Dôme de la piscine
- Court de tennis
- Terrain de basketball
- Video arcade
- Club "HAL"

### Pont 10 - Sky
Le pont « Sky » dispose de :
- Piscine
- Terrasse "The oasis"